# Чёрный Ручей (Архангельская область)
Чёрный Ручей — деревня в Верхнетоемском муниципальном округе Архангельской области России.

## География
Деревня находится в юго-восточной части Архангельской области, в подзоне средней тайги, в пределах северной окраины Восточно-Европейской равнины, на правом берегу реки Верхняя Тойма, при автодороге 11К-095, на расстоянии примерно 19 километров (по прямой) к северо-северо-востоку от села Верхняя Тойма, административного центра округа.

## История
До июня 2021 года входил в Верхнетоемское сельское поселение. Возглавлял Вершинский сельсовет.

## Население
| 2002 | 2010 | 2012 |
| ---- | ---- | ---- |
| 45   | ↘30  | →30  |

## Инфраструктура
Личное подсобное хозяйство с зоной сельскохозяйственного использования, индивидуальная застройка усадебного типа.

## Транспорт
Остановка общественного транспорта «Вершина».